# Wróbel Valley
Das Wróbel Valley  ist ein kleines Tal auf King George Island im Archipel der Südlichen Shetlandinseln. Es liegt am Südufer des Ezcurra-Fjords, einer Nebenbucht der Admiralty Bay.
Ursprünglich war dieses Tal von einem Gletscher besetzt, den polnische Wissenschaftler 1984 nach Franciszek Wróbel benannten, dem Leiter der Marineoperationen bei der von 1976 bis 1977 durchgeführten polnischen Antarktisexpedition. Der in späteren Jahren zunehmende Gletscherrückgang ließ ein von Toteis besetztes Tal zurück, auf den 2003 die Benennung des Gletschers übertragen wurde.